# Линколн (Арканзас)
Линколн (енгл. Lincoln) град је у америчкој савезној држави Арканзас.

## Демографија
По попису из 2010. године број становника је 2.249, што је 497 (28,4%) становника више него 2000. године.
| Група             | 2000.         | 2010.         |
| Белци             | 1.576 (90,0%) | 1.979 (88,0%) |
| Афроамериканци    | 0 (0,0%)      | 12 (0,5%)     |
| Азијати           | 1 (0,1%)      | 20 (0,9%)     |
| Хиспаноамериканци | 89 (5,1%)     | 147 (6,5%)    |
| Укупно            | 1.752         | 2.249         |